# Galina Bakšeeva
Galina Petrovna Baksheeva (in russo Галина Петровна Бакшеева?; Kiev, 12 luglio 1945 – Kiev, 18 dicembre 2019) è stata una tennista sovietica.Nella sua carriera è  stata due volte vincitrice del torneo di Wimbledon juniores (1961, 1962), tredici volte campionessa dell'URSS (due volte in singolo, 7 volte in doppio femminile e 4 volte in doppio misto), maestro di sport dell'URSS, classe internazionale (1967).

## Carriera
Nei tornei del Grande Slam ottenne il suo miglior risultato raggiungendo i quarti di finale di doppio agli Open di Francia nel 1968, e a Wimbledon nel 1967, entrambi in coppia con la connazionale Anna Dmitrieva.
In Fed Cup disputò un totale di 6 partite, ottenendo 4 vittorie e 2 sconfitte.